# Joan Mir i Mir
Joan Mir i Mir (Maó, 11 de novembre del 1871- 21 de juliol del 1930). Activista anarcosindicalista i pedagog.
Fou el tercer de set germans del matrimoni Pere Mir i Mercadal amb Teresa Mir i Febrer, de família de terratinents. Va ser internat al col·legi jesuïta de Sant Ignasi a Manresa arran de la mort de la seva mare el 1881, en el qual va romandre fins al 1883, any de la mort del seu pare. Entre 1883 i 1885 passà per dos col·legis més i el 1886 a l’institut d’Alacant. En aquest any tornà a Maó i estudià a l'Institut d'Ensenyança Mitjana de la ciutat.
L’any 1893 començà la seva activitat en els dos terrenys en què més sobresortí la figura de Joan Mir i Mir: per una banda com a articulista, primer en la premsa burgesa i religiosa; i, de l’altra banda, en el camp educatiu, en el qual participà en la creació de l'Escola Nocturna d'Es Castell promoguda per la Conferència de Sant Vicenç de Paül, de caràcter religiós.
A partir de l’any 1896 donà un nou rumb a les seves idees, que esdevindrien anticlericals i anarquistes, en escriure a la revista espiritista La Estrella Polar, articles contraris a l’Església catòlica. L'1 de setembre de 1898 començà a publicar en el periòdic mensual El Porvenir del Obrero, del qual serà director l’any següent, en el qual mantingué una intensa col·laboració en forma d’articles sobre qüestiones polítiques i religioses, i que més d’un cop serà detingut pel contingut dels presents. També fou una etapa en què participà activament amb la maçoneria i en el món intel·lectual, mantenint correspondència amb coneguts intel·lectuals (Hermenegildo Giner de los Ríos, Pablo Iglesias, etc.). També elaborà un projecte d'Escola d'Educació Integral de caràcter llibertari a Maó, però aquesta primera temptativa fracassà.
L’any 1901 marxà a Barcelona on visità Francesc Ferrer i Guàrdia i la seva Escola Moderna. Aquesta estada fou crucial pel concepte d’educació que desenvolupà Joan Mir, i que es materialitzà en la construcció d’escoles d’inspiració racionalista a diferents poblacions menorquines, en les quals Joan Mir participà d’una manera o altra: el 1904 l’Escola Lliure de Maó, dirigida per Esteve Guarro, procedent de l'Escola Moderna de Barcelona; El 1906 a Alaior (on Joan Mir en serà professor) i a Sant Lluís; i el 1912 l'Escola Racionalista de Ciutadella.
En la seva tornada a Maó, participà activament en la creació de la Federació Obrera de l'Illa de Menorca (FOIM) l’any 1902, de caràcter llibertari. A partir d’aquesta data participà activament en les lluites socials del moviment obrer menorquí en forma de mítings, d’articles i de conferències. Més d’un cop serà perseguit per la justícia, tot i que sempre sortí absolt. També cal destacar el seu matrimoni civil l’any 1909 amb Anna Maurín, i la seva participació en la fundació i activats de l'Ateneu de Maó, essent membre l’any 1910 de la Comissió d'Higiene Social de l'Ateneu, bibliotecari el 1921, i secretari de Literatura i Música el 1924.
A partir del 1910 començà a desvincular-se amb l'anarquisme per la participació en l'elaboració i la correcció d'«El Pacte de Maó», que establia una treva electoral entre els partits polítics, la qual motivà nombroses crítiques per part dels seus companys. La ruptura definitiva es produí cinc anys més tard, el 1915, quan Mir defensà la postura aliada en la I Guerra Mundial. En aquest moment es produïren tres cops durs per Mir, afegit als seus problemes de salut: el tancament un any abans, el 1914, de l'Escola Lliure d'Alaior per ordre governativa; la clausura d’El Porvenir del Obrero; i la creació de la Federació Obrera Menorquina (FOM) el 1917, on convergiren les forces socialistes i anarquistes, criticat durament per Mir per considerar-lo massa polititzat. A partir del 1918 publicà a La Veu de Menorca, nou diari republicà, del qual serà després copropietari, i entrà a fer feina en la secretaria de la Unió Comercial i Industrial. Finalment el 1920 es produí la culminació del seu procés de «revisió» i ruptura amb l’anarquisme, casant-se per l'Església.
El novembre de 1922 marxa a Barcelona, on es feu soci de l'Ateneu Barcelonès i publicà articles a La Veu de Catalunya. Però el març de 1923 tornà a Menorca decebut, i fou nomenat escrivent de la secretaria de l'Ajuntament de Maó. Va participar en la creació de la societat cultural regionalista La Nostra Parla i escriví en l'òrgan d'expressió del mateix nom. Cal destacar també que treballà en una ponència sobre l'Autonomia de Menorca amb la finalitat d'enviar-la al directori de Primo de Rivera, però abandonà la comissió davant la seva desconfiança en el concepte de «regió balear». Després d’una etapa retirat a Binialmaia (Es Mercadal), tornà el 1929 a escriure una sèrie d'articles a La Veu de Menorca, sobre l'avanç del feixisme a Itàlia i a Alemanya. L'any següent escriví una llarga sèrie d'articles, La paz del mundo, considerats el seu testament polític; l'últim «Una veu amiga» el va publicar el 8 de juliol de 1930, 13 dies abans de morir, el 21 de juliol de 1930 a Maó.
El 1931, quan es va proclamar la II República, se li va dedicar l'actual carrer Infanta de Maó in memoriam. El 15 de desembre de 1990 l'Ajuntament de Maó el va nomenar menorquí il·lustre.